# Île Marie Louise
L'île Marie Louise est une île des Seychelles située dans l'océan Indien.
Elle a été découverte par Vasco de Gama en 1502, et nommée par le chevalier du Roslan en 1771 d'après le nom de son bateau.
C'est une île corallienne de faible altitude. Elle est très affectée par l'érosion. Sa population permanente est d'une dizaine de personnes.
D'une superficie de 55,6 ha, elle dispose d'une piste d'atterrissage (en) mais n'est pas desservie de façon régulière.
L'île hébergeait une prison pour trafiquants de drogue qui a fermé ses portes en septembre 2017,.
L'île a été reconnue zone importante pour la conservation des oiseaux.